# Clemença de Perellós
Clemença de Perellós (ca. 1355-1420) va ser baronessa de Queralt, filla del vescomte de Roda Francesc de Perellós, i de Blanca.
El 26 d’agost de 1378 firma capítols matrimonials amb Pere de Queralt i de Pinós. Vers 1387, la parella es converteix en barons de Queralt. El 12 d’agost de 1407, es disposa a desplaçar-se a Sicília amb el seu marit. Quatre dies abans, dicta testament en el qual nomena el seu fill Gaspar com a hereu principal.
La defunció de Pere (1408) converteix Clemença en la usufructuària de la baronia, atesa la minoria d’edat dels fills Gaspar i Guerau. Durant el seu Senyoriu, arriben les relíquies de santa Coloma a Santa Coloma de Queralt (1409), el Papa Benet XIII visita la Vila, i s'hi funda l’Hospital dels Jueus (1410-1415).
Clemença exerceix com a senyora de la baronia almenys fins a 1418. Segons Joan Segura, mor entre el 9 de gener i el 26 de febrer de 1420.  